# Aurore (Nietzsche)
Pour les articles homonymes, voir Aurore.
 (avril 2020).
Si vous disposez d'ouvrages ou d'articles de référence ou si vous connaissez des sites web de qualité traitant du thème abordé ici, merci de compléter l'article en donnant les références utiles à sa vérifiabilité et en les liant à la section « Notes et références ».
Aurore. Réflexions sur les préjugés moraux (Morgenröte – Gedanken über die moralischen Vorurteile) est une œuvre de Friedrich Nietzsche, publiée en 1881. Elle se compose de 575 aphorismes répartis en cinq livres. Nietzsche en propose lui-même un résumé dans un avant-propos datant de 1886 :

« Alors j'entrepris quelque chose qui ne pouvait être l'affaire de tout le monde : je descendis dans les profondeurs : je me mis à percer le fond, je commençai à examiner et à saper une vieille confiance, sur quoi, depuis quelques milliers d'années, nous autres philosophes, nous avons l'habitude de construire, comme sur le terrain le plus solide, — et de reconstruire toujours, quoique jusqu'à présent chaque construction se soit effondrée : je commençai à saper notre confiance en la morale. [...] En nous s'accomplit, pour le cas où vous désireriez une formule, — l'autodépassement de la morale. »

Le livre est une véritable avancée relativement au précédent (Humain, trop humain), car Nietzsche y expose avec plus de cohérence et de détails un grand nombre de thèses (immoralisme de l'existence, psychologie des croyances morales, erreur de la causalité morale, suppression de l'idée de punition, besoin de réévaluer nos actions et nos sentiments, etc.) qui constitueront ses œuvres suivantes (Par-delà bien et mal, Généalogie de la morale).

## Titre
Le titre fait directement référence au livre du mystique Jakob Boehme, Morgenröthe im Aufgang (traduit par L'aurore à son lever) écrit vers 1610.

## Historique

### Ébauches
Les premières ébauches d’Aurore furent commencées au printemps de l’année 1880 à Venise. Peter Gast, le fidèle ami du philosophe, notait alors — de la mi-mars à fin juin — des pensées dictées par Nietzsche ou recueillies dans ses conversations. Ce cahier de notes fut intitulé « L’Ombra di Venezia » et servit de base au volume. D’autres ébauches furent poursuivies à Marienbad (juillet, août) et à Stresa, sur le lac Majeur (octobre, novembre).

### Écriture
En décembre 1880 et janvier 1881, à Gênes, Nietzsche put enfin rédiger le volume dans ses lignes générales sur un cahier qui prit le titre « Le Soc de la charrue ». Puis une série d’aphorismes terminée le 12 février y fut encore ajoutée. 

### Édition
Imprimé chez B. G. Teubner, à Leipzig, le volume parut en juillet 1881, chez Ernst Schmeitzner, à Chemnitz, sous le titre de « L’Aurore. Réflexions sur les préjugés moraux ». Lorsque l’éditeur Fritzsch, de Leipzig, devint dépositaire des œuvres de Nietzsche, Aurore fut augmenté de sa préface actuelle, écrite à Ruta, près Gênes, en octobre 1886.

## Livre premier
Henri Albert a proposé un classement des aphorismes dans sa traduction :
| Thèmes                                                   | Aphorismes |
| -------------------------------------------------------- | ---------- |
| De l'histoire de la moralité des mœurs et de la moralité | 1 à 40     |
| De l'histoire de la pensée et de la connaissance         | 41 à 51    |
| Des préjugés chrétiens                                   | 52 à 96    |

Mais il est possible de voir une certaine progression historique dans ce premier livre :
| Thèmes                                     | Époques                                 |
| ------------------------------------------ | --------------------------------------- |
| Moralité des mœurs                         | Temps pré-historiques, sociétés fermées |
| Développement de la raison et de la pensée | Grèce antique ; Inde                    |
| Christianisme                              | Christianisme primitif                  |

Toutefois, cette présentation ne doit pas faire oublier que pour Nietzsche toutes les époques se recouvrent plus ou moins : par exemple, la moralité des mœurs est à l'œuvre dans le développement de la raison. De ce fait, une époque est moins un temps historique précis, qu'une certaine caractéristique d'une civilisation donnée.

### Lamoralité des mœurs
Le début de la première partie est consacrée à une étude de ce que Nietzsche nomme moralité des mœurs (notion introduite au § 9), que l'on peut définir comme l'ensemble des coutumes qu'une communauté impose à ses membres et qui est strictement équivalent à la moralité :

« la moralité n'est pas autre chose (donc, avant tout, pas plus) que l'obéissance aux mœurs, quel que soit le genre de celles-ci ; or les mœurs, c'est la façon traditionnelle d'agir et d'évaluer. Partout où les coutumes ne commandent pas il n'y a pas de moralité ; et moins l'existence est déterminée par les coutumes, moins est grand le cercle de la moralité. L'homme libre est immoral, puisque, en toutes choses, il veut dépendre de lui-même et non d'un usage établi, d'une tradition [...] (§ 9) »

La moralité des mœurs s'oppose de cette manière à l'individuel, par des contraintes arbitraires, souvent brutales et cruelles, qui ne peuvent être modifiées qu'en jouant sur les superstitions reçues ; l'individu doit par exemple simuler la folie (ou la provoquer) et se présenter comme le serviteur d'une puissance divine :

« presque partout, c'est la folie qui aplanit le chemin de l'idée nouvelle, qui rompt le ban d'une coutume, d'une superstition vénérée. (§ 14) »

### Le christianisme
L'autre grand groupe d'aphorismes de ce premier livre est consacré à l'étude du christianisme qui, par certains aspects, s'oppose à la moralité des mœurs (l'individu y est ainsi valorisé d'une manière nouvelle, et cette valorisation se retrouvera aux fondements de la pensée moderne), tout en reproduisant certaines pratiques religieuses cruelles, et nuisibles, selon Nietzsche, à la santé mentale et physique des individus (la faute, qui était collective dans la moralité des mœurs, s'intériorise et provoque de nouvelles tortures morales).
Dans l'ensemble, cette partie présente le projet nietzschéen de mener à terme la critique des croyances morales traditionnelles et religieuses qui reposent sur des erreurs, en particulier sur l'erreur de la causalité spirituelle (« Partout où a régné la doctrine de la spiritualité pure, elle a détruit par ses excès la force nerveuse. § 39 »). Selon Nietzsche, la modernité, malgré son individualisme prononcé, conserve des traces de comportements fondés sur de telles erreurs. Une telle critique doit alors conduire à reconsidérer l'ensemble de nos valeurs à la lumière de la science, afin de débarrasser l'humanité de concepts (comme la responsabilité et la culpabilité) qui assombrissent la vie en rendant l'homme malade et dépendant de représentations dépressives (notamment le péché) qui rendent nécessaires des consolations imaginaires tout aussi nuisibles :

« Mais on a fait pis que cela encore, on a privé les événements purement fortuits de leur innocence en se servant de ce maudit art d'interprétation par l'idée de punition. On a même poussé la folie jusqu'à inviter à voir dans l'existence elle-même une punition. — On dirait que c'est l'imagination extravagante de geôliers et de bourreaux qui a dirigé jusqu'à présent l'éducation de l'humanité ! (§ 13) »

Nietzsche décrit la cruauté qu'il pense voir dans l'histoire passée et présente de l'humanité et, la rapportant à des systèmes de croyances morales et religieuses qui sont à surmonter, il en montre le caractère barbare au sein des civilisations modernes (quoique par ailleurs la souffrance soit pour Nietzsche une forme de discipline).
Outre ces deux groupes, qui occupent une grande partie du premier livre, on trouve deux séries d'aphorismes d'une grande importance pour la compréhension de la méthode de Nietzsche. Le premier groupe (principalement les aphorismes 1 à 8, et quelques autres) porte sur l'histoire des origines ; le second sur la vie contemplative.

### Problèmes posés par la question de l'origine
Il est possible de résumer la problématique de l'origine dans la pensée de Nietzsche par cette thèse que la connaissance que nous avons de la finalité d'une chose n'est pas la connaissance de la cause par laquelle cette chose existe. La finalité, dans ce cas, est l'ordre (essentiellement fondé sur la morale et sur des erreurs psychologiques) que nous mettons dans les choses ; il suit de ces deux propositions que la recherche historique est de toute nécessité a-morale. Ainsi, dans le cas de la moralité des mœurs, Nietzsche peut-il en déduire que cette dernière comporte deux aspects qu'il faut bien distinguer : la moralité des mœurs en tant qu'ensemble de rituels, et la moralité des mœurs en tant qu'elle fait l'objet d'une interprétation qui en rationalise plus ou moins l'existence en lui prêtant une finalité :

« Que l'on ne juge pas à la légère la force que l'humanité a dépensée là pendant des milliers d'années et surtout pas l'effet que produisaient ces incessantes réflexions sur les usages ! Nous voici arrivés sur l'immense terrain de manœuvre de l'intelligence : non seulement les religions s'y développent et s'y achèvent, mais la science, elle aussi, y trouve ses précurseurs vénérables, quoique terribles encore ; c'est là que le poète, le penseur, le médecin, le législateur ont grandi ! (§ 40) »

### Origines et développements de la vie contemplative
Cette différence sera donc logiquement affirmée lorsqu'il s'agit d'examiner la question de la vie contemplative (c'est-à-dire le développement de la pensée), question traitée dans la seconde série d'aphorismes. En effet, la question n'est pas pour Nietzsche de définir la vie par la pensée au moyen des buts que les hommes contemplatifs lui ont donné, mais de chercher si l'on peut expliquer la naissance de ce genre de vie par un ensemble de causes qui relèvent tout à la fois de la psychologie et de la sociologie :

« Mais si la vigueur de l'individu se relâche, s'il se sent fatigué ou malade, mélancolique ou rassasié, et, par conséquent, d'une façon temporaire, sans désirs et sans appétits, il devient un homme relativement meilleur, c'est-à-dire moins dangereux, et ses idées pessimistes ne se formulent à présent que par des paroles et des réflexions, par exemple sur ses compagnons, sa femme, sa vie ou ses dieux, — et les jugements qu'il émettra alors seront des jugements défavorables. Dans cet état d'esprit il deviendra penseur et annonciateur, ou bien son imagination développera ses superstitions, inventera des usages nouveaux, raillera ses ennemis. (§ 42) »

## Livre deuxième
Henri Albert a proposé un classement des aphorismes de ce livre :
| Thèmes                                              | Aphorismes |
| --------------------------------------------------- | ---------- |
| De la nature et de l'histoire des sentiments moraux | 97 à 113   |
| Des préjugés philosophiques                         | 114 à 130  |
| Des préjugés de la morale altruiste                 | 131 à 148  |

Ce deuxième livre commence par être une manière de reprise du premier. Tout en reprenant les résultats de ses réflexions sur la moralité des mœurs, la pensée de Nietzsche se porte dans les premiers aphorismes sur l'opposition entre l'universalité des problèmes moraux et le bonheur individuel, c'est-à-dire sur le conflit entre l'autorité des mœurs et les appréciations de valeurs originales. Il examine en particulier comment se forment les sentiments qu'inspirent la morale, comment ces sentiments entravent le développement de la raison, et empêchent les individus de se tenir pour des puissances individuelles autonomes. Il déduit de là que la critique de la morale n'est pas suffisante pour qu'il y ait un progrès authentique : il faut encore rééduquer ses sentiments, sa sensibilité, pour parvenir à une véritable autonomie qui dépasse les appréciations reçues dans l'enfance (par l'entourage notamment) qui rendent tout individu dépendant de l'image que les autres ont de lui. On trouve ainsi dans ces aphorismes (en particulier 104 et 105) une formulation de l'opposition entre une morale d'esclaves (aliénation à des valeurs reçues de l'extérieur) et une morale de maîtres (individualité qui prend ses valeurs d'elle-même, de sa nature heureuse et libre).

## Extraits
Les nombres qui suivent les citations indiquent respectivement le numéro du livre et celui de l'aphorisme. La traduction est celle de Julien Hervier (Folio).

« À l'aide, gens secourables et de bonne volonté, une tâche vous attend : débarrasser le monde du concept de punition qu'il a infesté tout entier. (1, 13) »

« Ce n'est qu'au terme de la connaissance de toutes choses que l'homme se connaîtra. Car les choses ne sont que les frontières de l'homme. (1,48) »

« Je ne nie pas, cela va de soi,– dès lors que je ne suis pas insensé – qu'il faille éviter et combattre de nombreuses actions dites immorales; ni qu'il faille accomplir et encourager de nombreuses actions dites morales,– mais je pense qu'il faut faire l'un et l'autre pour d'autres raisons que jusqu'à présent. Nous devons changer notre façon de juger,– afin de parvenir finalement, et peut-être très tard, à mieux encore : changer notre façon de sentir. (2,103) »

« L'évolution ne veut pas le bonheur, mais l'évolution, et rien d'autre. (2,109) »

« Nos devoirs – ce sont des droits que d'autres ont sur nous. (2,112) »

« tout ce que l'on peut savoir d'un acte ne suffit jamais pour l'accomplir. (2,116) »

« Oh, pauvres bougres dans les grandes cités de la politique mondiale, jeunes gens doués, torturés par l'ambition, vous qui croyez de votre devoir de dire votre mot à propos de tous les événements qui surviennent – et il en survient toujours ! Qui, lorsque vous avez soulevé ainsi beaucoup de poussière et de bruit, croyez être le char de l'histoire ! Qui, parce que vous épiez toujours, guettez toujours le moment de placer votre mot, perdez toute véritable productivité ! Quelle que soit votre soif de grandes œuvres : le profond silence de la maturation ne vous visite jamais ! L'événement du jour vous chasse devant lui comme paille au vent, alors que vous croyez chasser l'événement, –pauvres bougres ! Lorsque l'on veut jouer un héros sur scène, on ne doit pas penser à faire le chœur, on ne doit même pas savoir comment faire le chœur. (3, 177) »

« La plupart des hommes prennent une chose qu'ils savent sous leur protection, comme si le savoir suffisait à la mettre en leur possession. (4, 285) »

« Celui qui sait défendre sa cause et qui en a conscience fait généralement preuve d'un esprit conciliant envers ses adversaires. Mais croire que l'on a pour soi la bonne cause et savoir que l'on manque d'habileté pour la défendre, - cela provoque une haine féroce et implacable envers l'adversaire de sa propre cause. - Que chacun suppute d'après cela où il doit chercher ses pires ennemis ! (4, 416) »

« Chaque penseur peint son univers et chaque chose avec moins de couleurs qu'il n'en existe, et il est aveugle à certaines couleurs. Cela n'est pas seulement un défaut. Grâce à ce rapprochement et à cette simplification, il prête aux choses des harmonies de couleurs extrêmement séduisantes qui peuvent constituer un enrichissement de la nature. Peut-être est-ce même la voie par laquelle l'humanité a enfin appris à jouir du spectacle de l'existence (...). (5, 426) »

« Accomplir les actions les plus décriées dont on ose à peine parler, mais qui sont utiles et nécessaires, - c'est également héroïque. Les Grecs n'ont pas eu honte de mettre au nombre des grands travaux d'Hercule le nettoyage d'une écurie. (5,430) »

### Traductions
- Traduction par Henri Albert, Mercure de France, 1901.
- Traduction par Julien Hervier, Folio Essais, 1989.
- Traduction par Henri Albert, revue par Angèle Kremer-Marietti, Le Livre de poche, 1995.
- Traduction par Éric Blondel, Ole Hansen-Love, Théo Leydenbach, Garnier-Flammarion, 2012, « Nietzsche : Aurore - actu philosophia », sur www.actu-philosophia.com (consulté le 23 juin 2016).